# Marcello (Rapper)
Marcello ist ein deutscher Rapper und Produzent aus Berlin-Mitte.

## Biografie
Marcello, geboren in den 1980er Jahren in Ost-Berlin, produziert angeblich seit 1996 eigene Beats. Stilistisch ist seine Musik dem Conscious Rap zuzuordnen, inspiriert von französischen Rap Gruppen wie IAM (Band). Damals kam er durch Hip-Hop-Jams mit der Kultur in Kontakt und begann mit Freunden, Musik zu produzieren und zu freestylen. Gemeinsam mit V-Mann und DJ V-Räter bildet er die Hip-Hop-Formation Stiftung Reimetest. Zusammen mit einigen anderen Rappern entstand kurz vor der Jahrtausendwende das Kollektiv Funkviertel. Er war auch bei Cyphern aktiv wie z. B. die im Jugendclub „Königstadt“ und bei Rap am Mittwoch in einem Kellerraum der Berliner ufaFabrik. 2001 moderierte er mit Mc Gauner die Freestylebühne auf der HipHop Sommerschule 2001 an der Berliner Volksbühne.
In der Folge arbeitete Marcello viel mit französischen Rappern zusammen, ehe er am 14. November 2003 sein Debütalbum Innercity Kinder über MKZWO Records veröffentlichte. Das Album wurde auf CD und Doppel-LP von Groove Attack vertrieben. In der Folge arbeitete Marcello hauptsächlich als Produzent. So zeichnete er sich für Beats auf Alben von Damion Davis, Hiob oder Morlockk Dilemma verantwortlich.
Im Sommer 2008 geriet Marcello in die Schlagzeilen, da er über das Internetauktionshaus Ebums seinen Körper an die meistbietende Frau versteigerte. Laut eigener Aussage tat er dies, um Geld für eine Plattenpressung des Albums ACAB zu verdienen und bezeichnete die Aktion als eine PR-Stunt. Jedoch ging niemand auf das Angebot ein.
Im März 2009 erschien Musique Sentiment 2.0, wiederum als Freedownload. Der Nachfolger enthielt Elemente von Hip-Hop, Rock, Elektro, Klassik und Jazz. Das kostenlose Mixtape Party, Parks und Pornos (2009) veröffentlichte Marcello unter dem Synonym „Stuntman Mike“. Im November 2010 veröffentlichte Marcello die Instrumental-EP Whispered Silence, welche aus sechs Instrumentalversionen bestand.
2011 veröffentlichte er zusammen mit dem Rapper Absztrakkt die Ein Fenster zur Straße- EP, welche als sein letztes Rap Release gilt. Der Titel „Augenlieder“ wurde als Videosingle ausgekoppelt. Marcello ist heute noch sporadisch als Mischer und Instrumentalproduzent tätig.
Zurzeit lebt Marcello im Berliner Viertel Mitte. Er produzierte dazu auch Filmmusik und Untermalungsmusik für DVD-Produktionen.

## Diskografie
Alben
- 2003: Innercity Kinder
- 2008: ACAB
- 2010: Whispered Silence (EP)
- 2011: Ein Fenster zur Straße (EP mit Absztrakkt)

Free-Tapes
- 2005: Musique Sentiment
- 2006: Wenns draußen grün wird (mit Drumkid)
- 2009: Musique Sentiment 2.0
- 2009: Party, Parks und Pornos